# Ceramium botryocarpum
Espèce
Synonymes
- Ceramium lanciferum var. monstruosum Kützing, 1847[2]

Ceramium botryocarpum est une espèce d’algues rouges de la famille des Ceramiaceae, tribu des Ceramieae.